# Laterogesso
Il laterogesso è un elemento in laterizio, generalmente forato e quindi leggero, dotato di uno strato di gesso su tutti i lati del blocco al fine di realizzare un manufatto praticamente già dotato di finitura (intonaco) e quindi che non necessita di particolari interventi di completamento.
Il blocco così realizzato presenta anche un cordone a maschio e femmina utile per facilitare il montaggio dei blocchi e la posa in perfetta linearità.
Il materiale presenta ottime caratteristiche di coibentazione termica ed acustica e ottime caratteristiche di resistenza al fuoco.